# Bent William Rasmussen
Bent William Rasmussen (27. juli 1924 i København – 30. januar 2010) var en dansk skønlitterær forfatter.
Bent William Rasmussen blev uddannet jurist og arbejdede som sådan i Hypotekbanken, inden han i en relativt sen alder i 1963 debuterede med romanen Karruselrejse. Dette gav mod på mere, og i de følgende år udgav han sideløbende med sit arbejde i Hypotekbanken adskillige værker i form af noveller og dramatik foruden romaner. Sit gennembrud fik han med romanen Til venstre for Virum fra 1970. Forfatterskabet indbragte Rasmussen adskillige hæderspriser, heriblandt Henrik Pontoppidans mindefonds legat i 1981 og Weekendavisens litteraturpris i 1986.

## Udgivelser
- Karruselrejse (roman, 1963)
- Hold øje med søndag (1965)
- Jeanne Moreau i Middelfart (noveller, 1967)
- Til venstre for Virum (roman, 1970)
- Dame med parasol (noveller, 1972)
- Rolig flugt (roman, 1974)
- Landet rundt og dø (digte, 1975)
- Uro udenfor (noveller, 1976)
- Vejrmelding på en altan (roman, 1977)
- Efter den 7. marts (1979)
- Leos fremtid (1981)
- Olivers rejse (1982)
- Uge 38 (roman, 1985)
- En dag i Amerika (roman, 1986)
- 101 er hjemme (roman, 1988)
- Te hos dr. Munch (roman, 1990)
- Der ligger en mand på en bænk (roman, 1992)
- Endnu en glad dag (roman, 1993)
- Sort er hvidt (roman, 1995)
- En mand skal bære våben (roman, 1996)
- Tommy Strisser (børnebog, 1996)
- Plan C (roman, 1998)

## Priser og hædersbevisninger
- Henrik Pontoppidans mindefonds legat, 1981
- Sprogforeningens Litteraturpris, 1985
- Weekendavisens litteraturpris, 1986, for En dag i Amerika
- Forfatterne Harald Kiddes og Astrid Ehrencron-Kiddes Legat, 1993
- Jeanne og Henri Nathansens Mindelegat, 1994
- Martin Andersen Nexø Legatet, 1994

Derudover modtog han flere ydelser fra Statens Kunstfond.